# 彻拉安宫

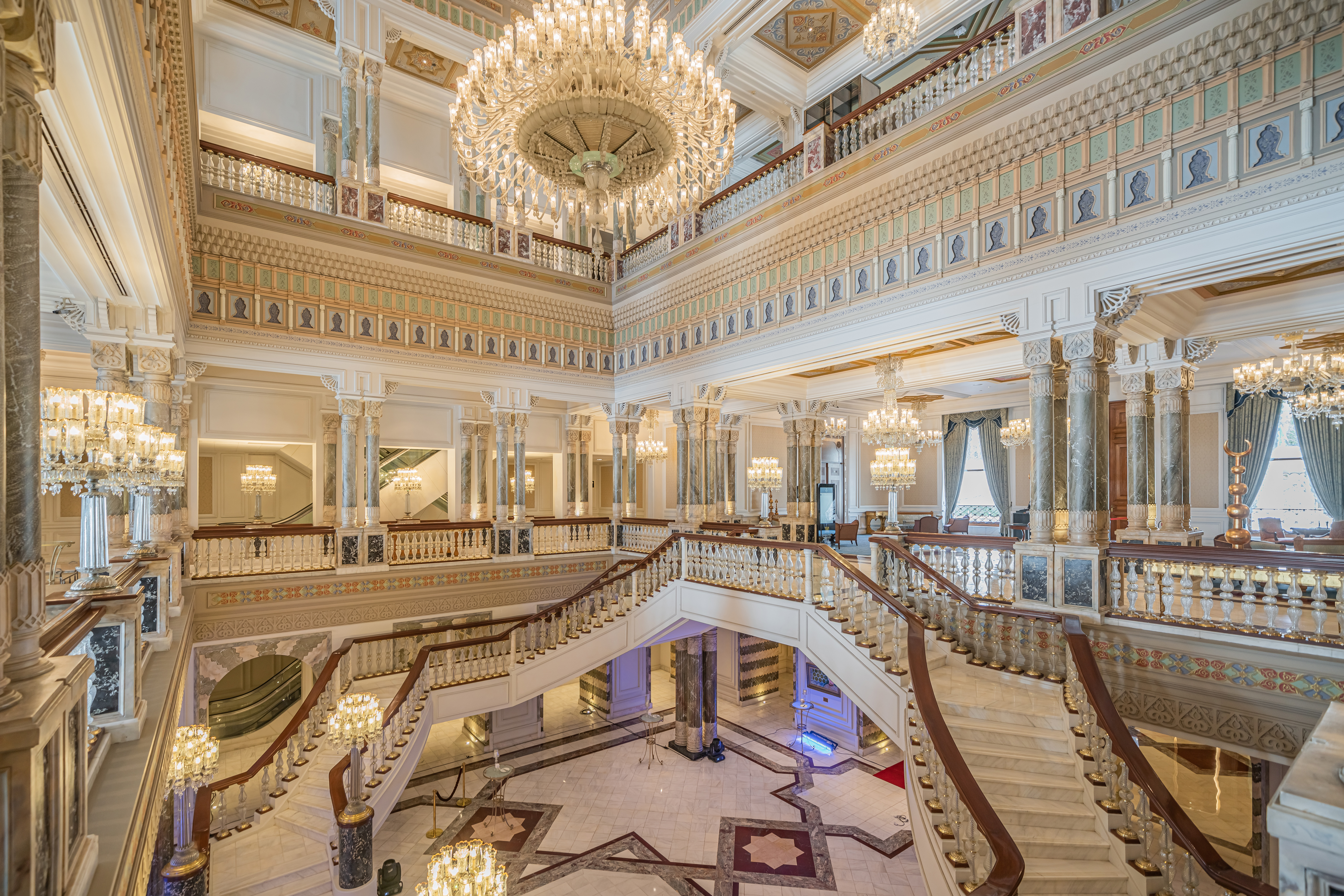

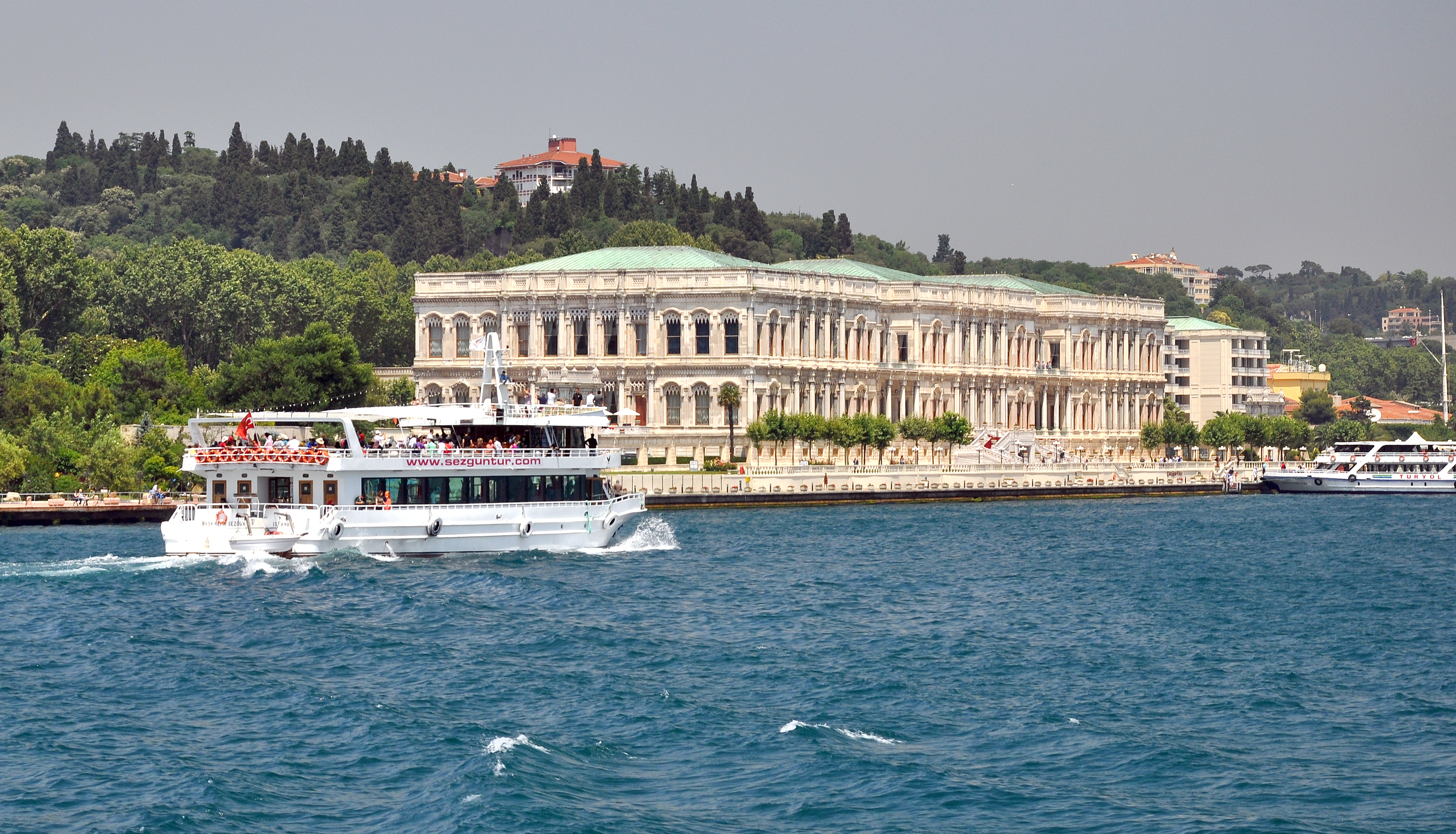

彻拉安宫 (土耳其語：Çırağan Sarayı)是土耳其伊斯坦布尔一座由原奥斯曼帝国宫殿改建的五星级酒店，位于博斯普鲁斯海峡欧洲一侧海滨，介于贝西斯塔斯区与奥塔科伊之间。
苏丹套房每晚35'419,68美元，2012年排名“世界15最豪华酒店套房”第14位。

## 历史
彻拉安宫由苏丹阿卜杜勒-阿齐兹一世下令兴建，由亚美尼亚建筑师Nigoğayos Balyan设计，由他的儿子Sarkis Balyan和Hagop Balyan建于1863-1867年。这一时期所有的奥斯曼苏丹都建造自己的宫殿，而不是使用上代的宫殿。彻拉安宫是这一传统的最后尝试。其内墙和屋顶使用木料，而外墙使用彩色大理石。美丽的大理石桥梁连接彻拉安宫与耶尔德兹宫。彻拉安宫花园的围墙异常之高，将彻拉安宫与外部世界隔离开来。
彻拉安宫的内部装修直到1872年才完成。四年以后，1876年5月30日，阿卜杜勒-阿齐兹一世被废黜后不久，在这座豪华的宫殿内去世。继位者穆拉德五世搬进彻拉安宫，在位仅93天后也被宣布患有精神病而遭废黜。他的弟弟阿卜杜勒-哈米德二世继位后，穆拉德五世一直被软禁在彻拉安宫，直到1904年8月29日去世。
1909年，苏丹穆罕默德五世同意议会在彻拉安宫集会。仅仅两个月后，1910年1月19日, 一场大火摧毁了这座宫殿，只留下外墙。此后曾长期用作贝西克塔斯体操俱乐部的足球场地。
1989年，一个日本公司购买宫殿的废墟，将其修复，并在花园里新建了现代化的酒店大楼。现在，彻拉安宫建筑成为五星级凯宾斯基酒店的豪华套房，以及两个招待客人的餐厅。